# Station Rhisnes
Station Rhisnes is een spoorwegstation langs spoorlijn 161 (Brussel - Namen) in Rhisnes, een deelgemeente van de gemeente La Bruyère.
In 2021 werd het stationsgebouw afgebroken en werden de perrons verhoogd naar 76 centimeter waardoor het station integraal toegankelijk wordt.

## Treindienst
| Serie       | Treinsoort          | Route                                   | Bijzonderheden             |
| ----------- | ------------------- | --------------------------------------- | -------------------------- |
| L 6250      | L-trein (NMBS)      | Ottignies – Gembloers – Rhisnes – Namen |                            |
| P 7650/8650 | Piekuurtrein (NMBS) | Namen – Rhisnes – Gembloers – Ottignies | Rijdt alleen op werkdagen. |

## Galerij

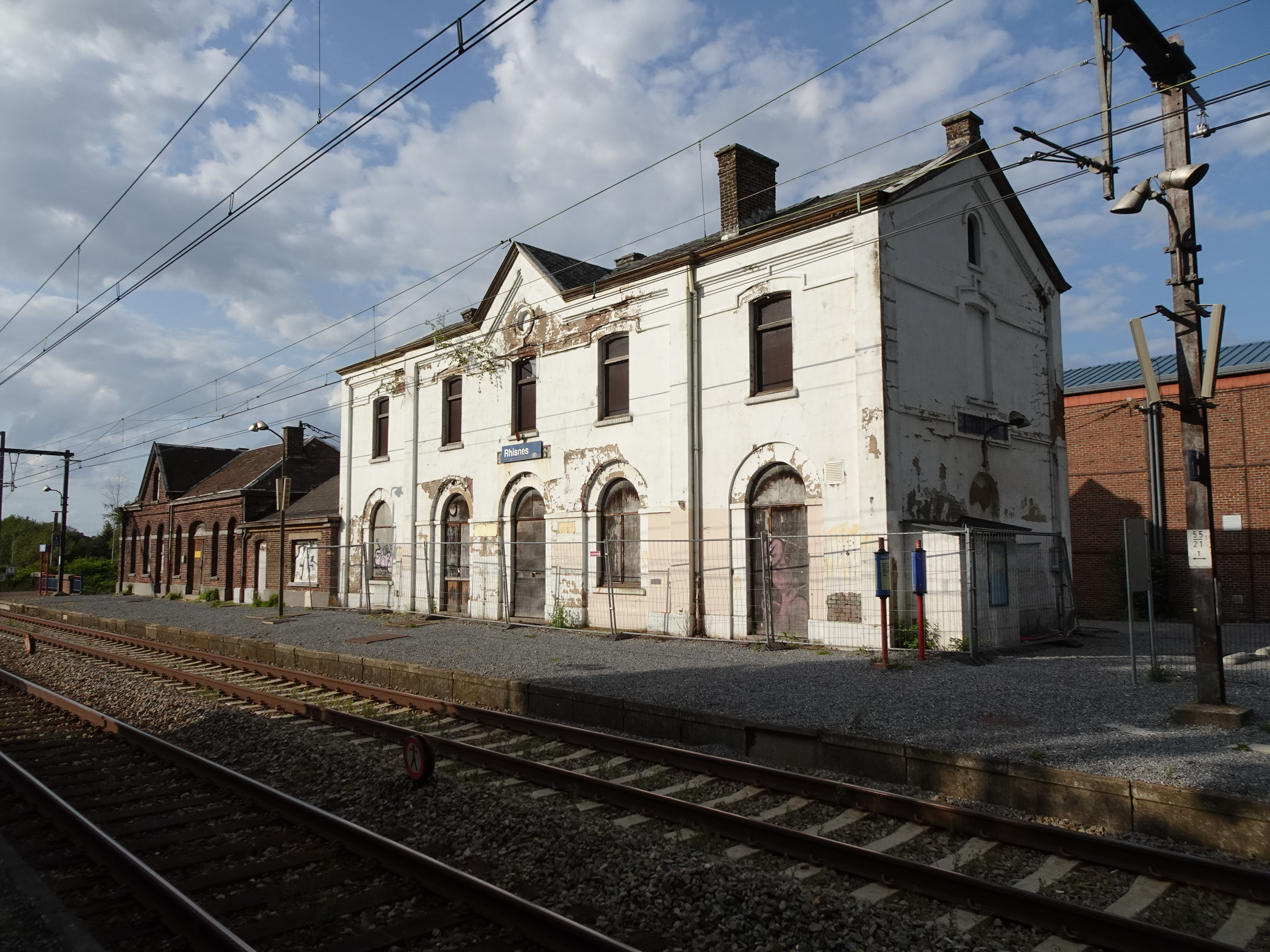
Het station in 2019
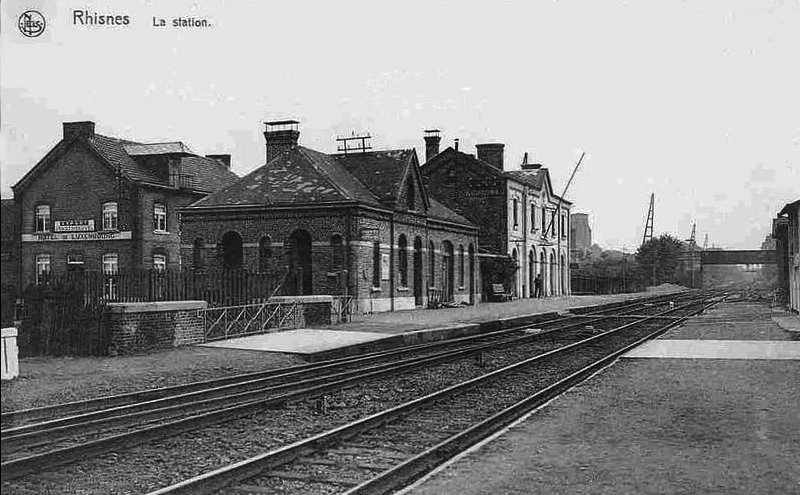
Station Rhisnes omstreeks 1900

## Reizigerstellingen
De grafiek en tabel geven het gemiddeld aantal instappende reizigers weer op een week-, zater- en zondag.
| Tabel: aantal instappende reizigers station Rhisnes | Tabel: aantal instappende reizigers station Rhisnes | Tabel: aantal instappende reizigers station Rhisnes | Tabel: aantal instappende reizigers station Rhisnes |
|                                                     | Weekdag                                             | Zaterdag                                            | Zondag                                              |
| --------------------------------------------------- | --------------------------------------------------- | --------------------------------------------------- | --------------------------------------------------- |
| 1977                                                | 319                                                 | 88                                                  | 42                                                  |
| 1978                                                | 320                                                 | 77                                                  | 54                                                  |
| 1979                                                | 294                                                 | 97                                                  | 48                                                  |
| 1980                                                | 339                                                 | 103                                                 | 72                                                  |
| 1981                                                | 311                                                 | 78                                                  | 36                                                  |
| 1982                                                | 176                                                 | 91                                                  | 35                                                  |
| 1983                                                | 394                                                 | 88                                                  | 30                                                  |
| 1984                                                | 297                                                 | 94                                                  | 32                                                  |
| 1985                                                | 321                                                 | 102                                                 | 66                                                  |
| 1986                                                | 325                                                 | 73                                                  | 39                                                  |
| 1987                                                | 339                                                 | 77                                                  | 41                                                  |
| 1988                                                | 331                                                 | 52                                                  | 33                                                  |
| 1989                                                | 324                                                 | 70                                                  | 36                                                  |
| 1990                                                | 204                                                 | 70                                                  | 68                                                  |
| 1991                                                | 264                                                 | 91                                                  | 39                                                  |
| 1992                                                | 318                                                 | 76                                                  | 45                                                  |
| 1993                                                | 209                                                 | 84                                                  | 44                                                  |
| 1994                                                | 239                                                 | 95                                                  | 25                                                  |
| 1995                                                | 203                                                 | 65                                                  | 20                                                  |
| 1996                                                | 224                                                 | 31                                                  | 22                                                  |
| 1997                                                | 232                                                 | 47                                                  | 22                                                  |
| 1998                                                | 215                                                 | 44                                                  | 32                                                  |
| 1999                                                | 203                                                 | 20                                                  | 7                                                   |
| 2000                                                | 234                                                 | 32                                                  | 40                                                  |
| 2001                                                | 201                                                 | 24                                                  | 16                                                  |
| 2002                                                | 219                                                 | 32                                                  | 26                                                  |
| 2003                                                | 216                                                 | 32                                                  | 17                                                  |
| 2004                                                | 221                                                 | 42                                                  | 26                                                  |
| 2005                                                | 238                                                 | 50                                                  | 30                                                  |
| 2006                                                | 254                                                 | 36                                                  | 26                                                  |
| 2007                                                | 277                                                 | 80                                                  | 38                                                  |
| 2008                                                | -                                                   | -                                                   | -                                                   |
| 2009                                                | 236                                                 | 26                                                  | 31                                                  |
| 2010                                                | -                                                   | -                                                   | -                                                   |
| 2011                                                | -                                                   | -                                                   | -                                                   |
| 2012                                                | 235                                                 | 46                                                  | 67                                                  |
| 2013                                                | 219                                                 | 39                                                  | 23                                                  |
| 2014                                                | 296                                                 | 40                                                  | 29                                                  |
| 2015                                                | 194                                                 | 37                                                  | 19                                                  |
| 2016                                                | 172                                                 | 27                                                  | 29                                                  |
| 2017                                                | 380                                                 | 34                                                  | 22                                                  |
| 2018                                                | 185                                                 | 34                                                  | 31                                                  |
| 2019                                                | 234                                                 | 40                                                  | 34                                                  |
| 2020                                                | 147                                                 | 47                                                  | 17                                                  |
| 2021                                                | -                                                   | -                                                   | -                                                   |
| 2022                                                | 289                                                 | 39                                                  | 39                                                  |
| 2023                                                | 279                                                 | 101                                                 | 66                                                  |
| 2024                                                | 263                                                 | 86                                                  | 53                                                  |

0,0: Schaarbeek ·
3,5: Koninklijke-Sint-Mariastraat ·
4,4: Rogierstraat ·
5,1: Leuvensesteenweg ·
5,8: Brussel-Schuman ·
6,1: Wetstraat ·
7,0: Brussel-Luxemburg ·
8,0: Mouterij ·
8,9: Etterbeek ·
10,1: Watermaal ·
12,0: Bosvoorde ·
13,9: Zoniënwoud ·
17,0: Groenendaal ·
18,9: Hoeilaart ·
20,0: Bakenbos ·
22,0: Terhulpen ·
23,2: Genval ·
25,2: Rixensart ·
27,7: Profondsart ·
29,0: Le Buston ·
30,0: Ottignies ·
36,0: Mont-Saint-Guibert ·
38,0: Blanmont ·
40,0: Chastre ·
41,9: Ernage ·
45,0: Gembloers ·
47,6: Lonzée ·
50,9: Beuzet ·
53,0: Saint-Denis-Bovesse ·
56,0: Rhisnes ·
62,0: Namen